# SK Hynix
SK Hynix Inc. (ehemals Hynix Semiconductor Inc.) ist ein südkoreanischer Halbleiterhersteller. Das Unternehmen rangiert auf Platz 3 unter den größten Halbleiterherstellern.
In den Forbes Global 2000 der weltweit größten Unternehmen belegt SK Hynix Platz 173 (Stand: Geschäftsjahr 2021). Das Unternehmen kam Mitte 2018 auf einen Börsenwert von ca. 57 Mrd. US$.

Historisches Logo

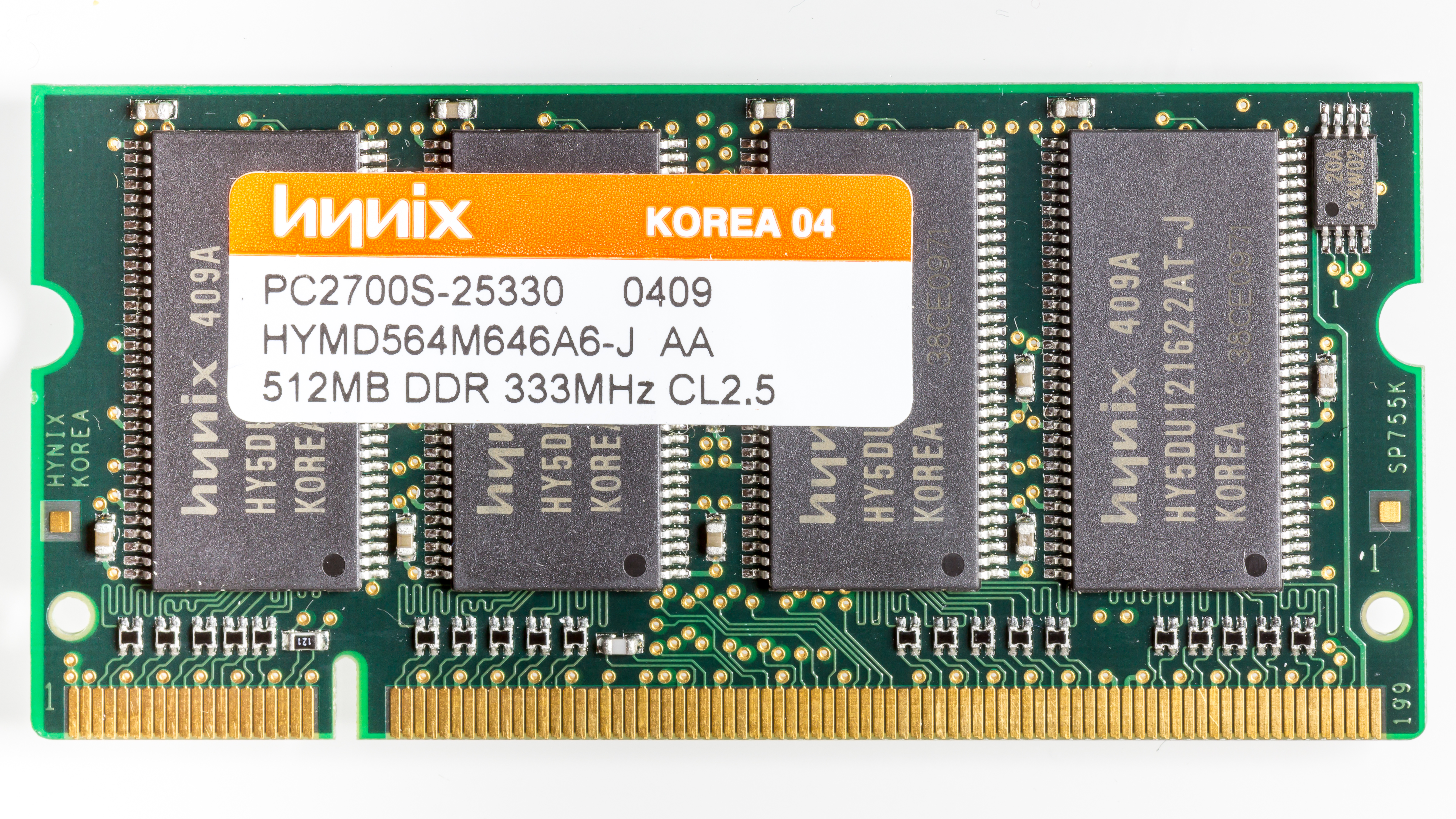
512 MB DDR-SDRAM 333 MHz SO-DIMM Hynix Speichermodul

## Geschichte
Das Unternehmen wurde im Februar 1983 als Hyundai Electronics Industries Co., Ltd gegründet. In den 1980ern und 1990ern konzentrierte sich das Unternehmen hauptsächlich auf Herstellung von DRAM-Bausteinen, später auch SDRAM-Elementen. 1999 fusionierte das Unternehmen mit LG Semiconductor Co., Ltd.
2001 erfolgte zunächst die vollständige Trennung von der Hyundai-Gruppe. Kurz danach wurde die LCD-Sparte für 650 Millionen US-Dollar verkauft und der Unternehmensname in Hynix Semiconductor Inc. geändert. Ebenfalls 2001 wurde der weltweit erste 128-MB-DDR-SDRAM für Grafikkarten vorgestellt.
In den Jahren 2004 und 2005 wurde bekannt, dass Hynix zwischen 1999 und 2002 an weltweiten Preisabsprachen über DRAM-Elemente beteiligt war und somit den Wettbewerb behindert und die Preise für PCs in die Höhe getrieben hat. Das Unternehmen wurde darauf – wie auch die anderen Beteiligten – zu einer Strafzahlung in Höhe von 160 Millionen US-Dollar verurteilt (Samsung: 300 Millionen US-Dollar; Infineon: 160 Millionen US-Dollar).
Am 14. November 2011 übernahm SK Telecom für 3,43 Billionen Won (2,2 Milliarden Euro) einen 21,1-prozentigen Anteil an Hynix und wurde somit größter Anteilseigner. Kurz darauf wurde das Unternehmen in SK Hynix umbenannt.
Im September 2013 führte ein Brand zweier Fabrikationslinien von SK Hynix in China zu einem massiven Ausfall der dortigen Produktionskapazitäten. In Folge stiegen am Weltmarkt in den folgenden Monaten die Preise für RAM erheblich an.

2020 kündigte SK Hynix die Übernahme des NAND-Geschäfts von Intel für 9 Mrd. US-Dollar an. Diese Sparte wurde zum Jahresende 2021 in das eigenständige Tochterunternehmen Solidigm umgewandelt und hat den Sitz in San Jose, Kalifornien (USA).